# Academo
Academo (Ἀκάδημος, Akádêmos, en griego antiguo) es un héroe legendario de la mitología griega. Su nombre ha quedado vinculado al nombre arcaico de la ubicación de la Academia de Platón, fuera de los muros de Atenas. 
La tradición decía que junto a la tumba de este personaje había un bosque sagrado, que era el lugar en el que Platón había fundado su Academia.
Academo interviene en el mito en el que Helena fue raptada por Paris. Los Dioscuros, hermanos de Helena, se dirigieron a Atenas para reclamar su devolución. Sin embargo, los atenienses les respondieron que no tenían consigo a Helena y desconocían donde se hallaba. Disconformes con ello, los Dioscuros amenazaron con la guerra, y entonces intervino Academo para informarles de que estaba en Afidnas.